# Заріцьк
Зарі́цьк — село в Україні, у Рівненському районі Рівненської області.
Населення становить 377 осіб. Орган місцевого самоврядування — Дядьковицька сільська рада.

### Історія
У 1151 році село Заріцьк вперше згадується у «Київському літописі», під назвою Зарічеськ, як на ті часи, воно було досить великим поселенням. Село входило до складу Пересопницького князівства і являло собою фортецю. Наступна згадка про Заріцьк спливає у 1537 році. Заріцьк був власністю багатої родини Зарицких, пізніше село перейшло до князів Острозьких. В документі 1664 року «Зарецк» згадується, як власність пана Станіслава Кучерського.
У 1713 році в селі споруджується дерев'яна церква, яка існувала понад 100 років.
У 1798 році в селі було 62 двори та проживало 342 мешканця.
В 1884 році на кошти парафіян в селі була збудована нова церква Різдва Пресвятої Богородиці, до якої ходили 597 парафіян, а священиком був Гінтіліат Гаскевич.
У 1889 році в Заріцьку почала працювати церковно-парафіяльна школа, яка згоріла 22 березня 1893 року. Нову школу побудовано у 1899 році. Будівництво школи оплатив поміщик Заріцького помістя Богуш. В 1900 році у школі навчалося 32 учні. Навчав грамоти учнів псаломщик Олександр Іванович Карпович.
За даними 1911 року в селі була крамниця, а також два млини водяний та газогенераторний.
У 1918—1921 роках під час Визвольних змагань влада у селі змінювалась кілька разів.
З 1921 по 17 вересня 1939 року село підпорядковувалося польській владі. Найбільшим землевласником тоді став Юліан Богушевський, який мав 244 гектари землі. У вересні 1939 в селі створено Заріцьку сільську раду.
Німецькі загарбники в Заріцьк ввійшли 28.06.1941 року.
На території Заріцька і навколишніх сіл в роки війни розміщувалась «сотня» збройних сил УПА під проводим зарічанина Євтуха на псевдо «В'юн».
У записі Заріцьк виринає з 25 березня 1151 року. Ось ці рядки: «Володимир тим часом прийшов до брата свого Ізяслава з угорськими полками. І Ізяслав, з’єднавшись з братом Володимиром і з уграми, рушив до Києва, - бо його покликали мужі Вячеславові, і берендеї, і кияни, - і прийшов до Пересопниці. А в той час у Пересопниці пробував Андрій Юрійович. І Ізяслав, прийшовши, став вище Пересопниці і попалив (город) Зарічеськ. І тут прийшла йому вість, що Володимир Галицький іде на нього». Дещо нижче читаємо: «Коли нас Володимир не настигне, то там ми з ним битимемося так, як ти (Ізяслав) нам сказав єси коло Зарічська». «Однак, повідомлення Іпатіївського літопису під 1150 роком про спалення князем Ізяславом Мстиславовичем Зарічеська, - як зазначає Святослав Терський, - не дає нам достатніх підстав стверджувати про повну ліквідацію замку, а тим більше, ліквідацію поселенського комплексу, розташованого в дуже зручних топографічних умовах. Щоправда, культурні напластування на самому дитинці, що контролював долину р. Стубли у місці впадіння р. Козульки, перекриті рештками шляхетського замку та вивчені слабше. Проте, вперше досліджений автором у польовому сезоні 1987 року поселенський комплекс Зарічеська, представлений, окрім трапецієподібного в плані городища, ймовірно, т. зв. «волинського» типу, великими за площею та насиченими археологічними напластуваннями, як на прилеглому до городища селищі площею понад 2 га, так і на селищах в заплаві р. Стубли площею понад 10 га стверджують поступальний розвиток міста у наступні століття». Після кількох століть Заріцьк дає про себе вість лише у 1537 році. Тоді він був власністю Заріцького («Зарицького») і проданий Іллі Острозькому за 200 коп широких грошей. Але роком пізніше «Зарецк» належить Костелецькій, яка платить за 25 «димів», 7 городів, 4 вальних коліс. Інвентар Луцького замку 1545 року фіксує «городню Лецка Зарецкаго с. Зареч» та «Андрея и Яна Зарецких с Зарецка», а через рік ці городні стають підвладними новому посесору «Зарецких». За універсалом короля від 1569 року зобов’язано дворян Волині присягнути на вірність Короні. У спискові таких числиться і «Ян Бокій Зарецкий з Зареча». Через рік було видано новий перелік повинностей «зарецких крестьян», яким водночас надано право брати в оренду додаткові наділи землі. Навесні 1651 року в «Зарицке» сформувався загін повстанців, до якого увійшли ватаги околишніх сіл. А влітку частина загону приєдналась до походу Богдана Хмельницького на Берестечко. За переказами, це було об’єднання під проводом Ревчені, яке опісля із-за переслідування подалось на схід. Заріцьк згадує ще «Инвентар половиньї с. Шпакова» за 1661 рік у такому контексті: «Млин на жеце (річці) Стубле ставу спільного Зажицкего (Зарицького) і Шпаковского». Там же називається урочище «Паранино». Акт 1664 року оскаржує Станислава Куберского із «Зарецка» за відмову слідчим проводити пошуки викраденого «зерна». А через рік повітовий возний накладає штраф «на имение Зажицк» у сумі 100 «злотих». За даними 1889 року, «с. Зарицк волости Дядковичской» мало у приході 77 дворів, 610 прихожая, з них 16 римо-католиків. Нову церкву Різдва Пресвятої Богородиці село Заріцьк збудувало у 1884 році. У ній зберігались цінні стародруки, копії метричних книг з 1779 року. До 1961 року село офіційно іменували Зарицьк, де «и» відбиває говіркову (поліську) вимову «і» зразка сино (сіно), стина (стіна). І так, Заріцьк мав різні записи: Зареческ, Зареческо, Зарече, Зарецк, Зажицк, Зарицьк. Документоване «Зарече» могло колись на лежати імені урочища - простору, розміщеного «за рікою». Отож, зрозуміло: Заріцьк - поселення на лівому березі річки Стубли. До Заріцька офіційно відходив лише хутір Йосипівка, засновником якого був чоловік на ім’я Йосип. Проте називають ще інші: Діброва (Дуброва), що в однойменному дубовому гаю; Кухарі, де першими поселенцями були Кухарі; Гори - висотні місця з невеликими ярами. Тепер це куток села, що в числі багатьох інших, як: Кутлянці (Кутляни) - «найдавніші мешканці дільниці Кутка»; Заянівка - «вулиця по другому боці застінка Янівки»; Бімбери (Бимбери) - «зарічковий квартал, де першим поселився Бімбера»; Голишівці - «місце, де проживали поселенці з села Голишева»; Шляхта - «тут ніби першими осіли переселенці з Польщі, яких глузливо називали шляхтою»; Козолупка - «місце, де ніби здирали з кіз шкуру»; Підлісоння (Пудлисоне) - «околиця під лісом»; До Лисиці - «у напрямку двора селянина Лисиці»; Омеляна - «тут проживали переселенці з села Омеляни». Особливо багато в Заріцьку назв орних ґрунтів. Ось декілька: Вернигори - «старовинна нива, дарована за вірну службу Вернигорі»; Глинисте - «поле із залежами глини»; Гаївка - «нивка в околиці гаю»; Вітряк - «висота, на якій стояв вітряк»; Біля Хреста - «надрічковий лан, біля якого стояв Хрест»; Березник - «поле на місці березового гаю»; Ківшик, або Під ківшиком - «культивована земля поблизу заглибини формою ковша»; Поруб - «поле на зрубі»; Нива - «найкраща старовинна орна земля»; Дідова погибель - «небезпечна западина неподалік двору діда Івана»; Довга шия - «орний наділ із звуженням форми шиї»; Калинівщина - «земля на місці калинових заростів»; Коло башні - «околиця неподалік водонапірної башти»; Кухарівське - «нива у маєтності чеха Кухаря»; На джерелах - «рівнина біля висотних криниць»; Пняне - «поле, де стояли пні зрізаних дерев»; Підгора - «нива на схилах гори»; Усова пасіка - «місце неподалік пасіки Уса»; Припашки - «доорані клаптики землі»; Сухівщина - «поля, ліси в напрямку села Сухівців»; На печі - «земля біля промислової печі»; Виногорб - «висота із зарослями дикого винограду»; Горишники - «підгорбисті ґрунти»; Бондарівщина - «колишнє майно Бондаря»; Грибник - «місце, де збирали гриби»; Млинки «поле о, НІ водяних коловоротів»; Богушеве, Волошки, Кацановс, їижиіи . Тимошове, Чайкове - «ґрунти власників - Богуша, Волошка. К.і цана, ївги...» Утрачені, існуючі ліси називають: Глибока долина. Дуби, Ми ловиця, Попова волока, Нивки, Стребулівщина, Липки, Стечина. Крім того, є ще наймення: лугів - Крутий берег, Дернівка, Адамів кут, За ровом, Москаленкова сіножать, Мохи, Горохів луг; осушених боліт - За мостом, Орлівщина, Пропасть, Шик, Янівщина; висот - Круча, Лисогори, Вершок, Гринчукова гора; ярів, ставків - Лисояр, Іванова долина, До Копанки, За порубом, Смитанюків.

## Герб і прапор
Затверджені 31 серпня 2015 р. рішенням № 422 сесії сільської ради.
На синьому щиті срібний княжий шолом із золотими шипом та забралом. На червоній главі срібний розширений хрест. Щит вписаний в золотий декоративний картуш і увінчаний золотою сільською короною.
Шолом — знак того, що поселення здавна було князівським оборонним форпостом на згині річки Стубелки.

## Відомі люди

### Народились
- Поровський Микола Іванович — народний депутат України 1, 2 та 4 скликань Верховної Ради України. Борець за незалежність України у ХХ сторіччі[1], один із засновників Народного Руху України, організатор найбільших акцій боротьби за Незалежність-Ланцюга злуки та ін., член Комітету підтримки Литви. Голова Республіканської християнської партії. Полковник Збройних Сил України, заступник командира 3 полку Спп, начальник відділу в ГУРОС Генерального Штабу ЗСУ. Автор ряду книг з національно-патріотичної тематики, член Національної спілки письменників України.
- Шевчук Любов Тарасівна (1964—1987) — учасниця афганської війни. Посмертно нагороджена орденом Червоної зірки.